# Markus Müller (Jurist)
Markus Müller (* 12. Dezember 1960 in Muri AG) ist ein Schweizer Rechtswissenschaftler und Ordinarius für Staats- und Verwaltungsrecht an der Universität Bern.

## Werdegang
Müller absolvierte sein Studium der Rechtswissenschaften an der Universität Bern 1987 mit dem Lizenziat. 1991 dissertierte er zum Thema Zwangsmassnahmen als Instrument der Krankheitsbekämpfung – das Epidemiengesetz und die persönliche Freiheit. 1992 erhielt er das Luzernische Anwaltspatent. Von 1993 bis 2004 war er stellvertretender Generalsekretär der Justiz-, Gemeinde- und Kirchendirektion des Kantons Bern. 2003 habilitierte er zum Thema Das besondere Rechtsverhältnis – ein altes Rechtsinstitut neu gedacht und wurde 2004 Ordinarius für Staats- und Verwaltungsrecht an der Universität Bern.
Müller ist zudem einer von 27 Erstunterzeichnern des Zürcher Appells, der sich gegen ein wirtschaftlich interessiertes Sponsoring von Forschung durch Unternehmen einsetzt.

## Werk (Auswahl)
- Markus Müller, Reto Feller: Bernisches Verwaltungsrecht. Stämpfli Verlag, Bern 2013, ISBN 978-3-7272-7984-3. 3. Auflage ebd. 2021, ISBN 978-3-7272-2196-5.
- Markus Müller: Bernische Verwaltungsrechtspflege. Stämpfli Verlag, Bern 2011, ISBN 978-3-7272-8770-1.
- Pierre Tschannen, Ulrich Zimmerli, Markus Müller: Allgemeines Verwaltungsrecht. Stämpfli Verlag, Bern 2009, ISBN 978-3-7272-8648-3.
- Markus Müller: Verhältnismässigkeit – Gedanken zu einem Zauberwürfel. 2. Auflage. Stämpfli Verlag, Bern 2023, ISBN 978-3-7272-8512-7.